# الهنود الإنجليز
يمكن أن يشير المصطلح الأنجلو-هنود إلى مجموعتين على الأقل من الناس: أولئك الذين لديهم أصول هندية وبريطانية مختلطة والأشخاص من أصل بريطاني المولودين أو المقيمين في الهند. أصبح المعنى الأخير تاريخي بشكل أساسي، ولكن يمكن أن تنشأ الالتباسات. يقدم قاموس أوكسفورد الإنجليزي، على سبيل المثال، ثلاثة احتمالات: «من أبوين بريطانيين وهنديين مختلطين، من أصل هندي ولكنهم ولدوا أو يعيشون في بريطانيا أو (تاريخيًا بشكل رئيسي) من أصل أو ولادة إنجليزية ولكنهم يعيشون أو عاشوا لفترة طويلة في الهند». عادة ما يُعرف الأشخاص الذين يناسبون التعريف الأوسط باسم البريطانيين الآسيويين أو البريطانيين الهنديين. تركز هذه المقالة بشكل أساسي على التعريف الحديث، وهي أقلية من أصول أوراسية مختلطة، ولغته الأولى هي الإنجليزية.
تمثل الرابطة الأنجلو-هندية لعموم الهند، التي تأسست عام 1926، مصالح المجموعة العرقية منذ فترة طويلة؛ وتنص على أن الأنجلو الهنود فريدون من حيث كونهم مسيحيين، ويتحدثون الإنجليزية كلغتهم الأم، فضلاً عن ارتباطهم التاريخي بكل من أوروبا والهند. يميل الأنجلو الهنود إلى التعرف عليهم على أنهم شعب الهند، وليس منطقة معينة من الهند مثل البنجاب أو البنغال. يحتفل الثاني من أغسطس باليوم العالمي للأنجلو الهندي.
خلال قرون الاستعمار البريطاني للهند، بدأ الأطفال المولودون بالتزاوج بين الرجال البريطانيين والنساء الهنديات في تكوين مجتمع جديد. شكل هؤلاء الأنجلو هنود جزءًا صغيرًا من السكان ولكنه مهم في الراج البريطاني، وكانوا ممثلين جيدين في بعض الأدوار الإدارية. تضاءل عدد السكان الأنجلو-هنود الموثقين من حوالي مليوني شخص في وقت الاستقلال في عام 1947 إلى 300000 - 10000 بحلول عام 2010. تكيف الكثيرون مع المجتمعات المحلية في الهند أو هاجروا إلى المملكة المتحدة وأستراليا وكندا والولايات المتحدة ونيوزيلندا حيث يشكلون جزءًا من الشتات الهندي الأكبر.

## التاريخ
كان أول استخدام لكلمة «الأنجلو-هندية» لوصف جميع البريطانيين الذين يعيشون في الهند. كان يُشار إلى الأشخاص من أصول بريطانية وهندية مختلطة باسم «الأوراسيين». تغيرت المصطلحات، وأصبحت المجموعة الأخيرة تسمى الآن «الأنجلو الهنود»، المصطلح الذي سيتم استخدامه في جميع أنحاء هذه المقالة.

### خلق
أثناء حكم شركة الهند الشرقية في الهند في أواخر القرن الثامن عشر وأوائل القرن التاسع عشر، كان من الشائع إلى حد ما أن يتخذ الضباط والجنود البريطانيون زوجات محليات وأنجبوا أطفالًا من أوراسيين، وذلك بسبب نقص النساء البريطانيات في الهند. بحلول منتصف القرن التاسع عشر، كان هناك حوالي 40 ألف جندي بريطاني، لكن أقل من 2000 مسؤول بريطاني موجودون في الهند.
في البداية، أقرت الشركة، مع بعض التردد، سياسة الزواج المحلي لجنودها. كتب مجلس الإدارة في عام 1688 إلى مجلسه في فورت سانت جورج: «حث بكل الوسائل على دعوة جنودنا (كذا) للزواج من نساء أصليات، لأنه سيكون من المستحيل جعل الشابات العاديات، كما وجهنا من قبل، دفع رسوم عبورهن». حتى عام 1741، تم دفع مبلغ خاص لكل جندي قام بتعميد ابنه كبروتستانتي. كان القلق في لندن هو أنه إذا عاش الجنود في حصن سانت جورج مع العديد من النساء البرتغاليات أو تزوجن هناك، فسيتم تربية الأطفال على أنهم من الروم الكاثوليك وليس البروتستانت. كان مسؤولو الشركة على الأرض أقل قلقًا بشأن القضية الدينية، لكنهم أكثر قلقًا من أن الجنود يجب أن يتزوجوا «لمنع الشر». كان يُعتقد أن الجنود المتزوجين الذين تربطهم روابط عائلية يكونون سيحسنون التصرف من العزاب.
كان على معظمهم أن يعيشوا على رواتب شركتهم وقليل منهم يستطيع إعالة الزوجة. كان ضباط الشركة يتقاضون رواتب أقل من نظرائهم في الجيش البريطاني وقد تستغرق الترقية ضعف المدة، وربما 25 عامًا للوصول إلى رتبة رائد في الشركة مقارنة بما بين 12 إلى 17 عامًا في الجيش الملكي؛ وفي جيش البنغال عام 1784، كان هناك أربعة أشخاص فقط برتبة عقيد من بين 931 ضابطًا. قليل من الضباط الشباب في أي من الجيشين تمكنوا من تجنب الديون. باستثناء حالات قليلة جدًا، عندما عاد الرجال البريطانيون إلى ديارهم، بقيت الزوجة الهندية وأطفالهم في الهند، حيث أنه لم يُسمح للجنود البريطانيين بإحضارهم، وخشي العديد من الضباط وموظفي الخدمة المدنية من العواقب الاجتماعية والثقافية.

### الدمج
على مدى أجيال، تزاوج الأنجلو الهنود مع الأنجلو الهنود الآخرين لتشكيل مجتمع طور ثقافة خاصة به. ساعد مطبخهم، ملابسهم، كلامهم (استخدام اللغة الإنجليزية كلغتهم الأم)، ودينهم (المسيحية) على فصلهم عن السكان الأصليين. عزز عدد من العوامل إحساسًا قويًا بالمجتمع بين الأنجلو هنود. ساعد نظام مدرستهم للغة الإنجليزية، وثقافتهم المتأثرة بشدة بالأنجليز، ومعتقداتهم المسيحية على وجه الخصوص على ربطهم معًا.
لقد شكلوا النوادي والجمعيات الاجتماعية لتشغيل الوظائف، بما في ذلك الرقصات المنتظمة في المناسبات مثل عيد الميلاد وعيد الفصح. في الواقع، لا تزال كرات عيد الميلاد الخاصة بهم، التي تُقام في معظم المدن الكبرى، تشكل جزءًا مميزًا من الثقافة المسيحية الهندية.
كان للمجتمع الأنجلو-هندي أيضًا دور كوسيط في إدخال الأساليب الموسيقية الغربية والتناغم والأدوات في الهند ما بعد الاستقلال. خلال الحقبة الاستعمارية، لعبت الفرق الموسيقية للنخب الاجتماعية أنواعًا مثل موسيقى الراغتايم والجاز، وغالبًا ما تضمنت هذه الفرق أعضاء أنجلو-هنديين.

### الاستقلال والاختيارات

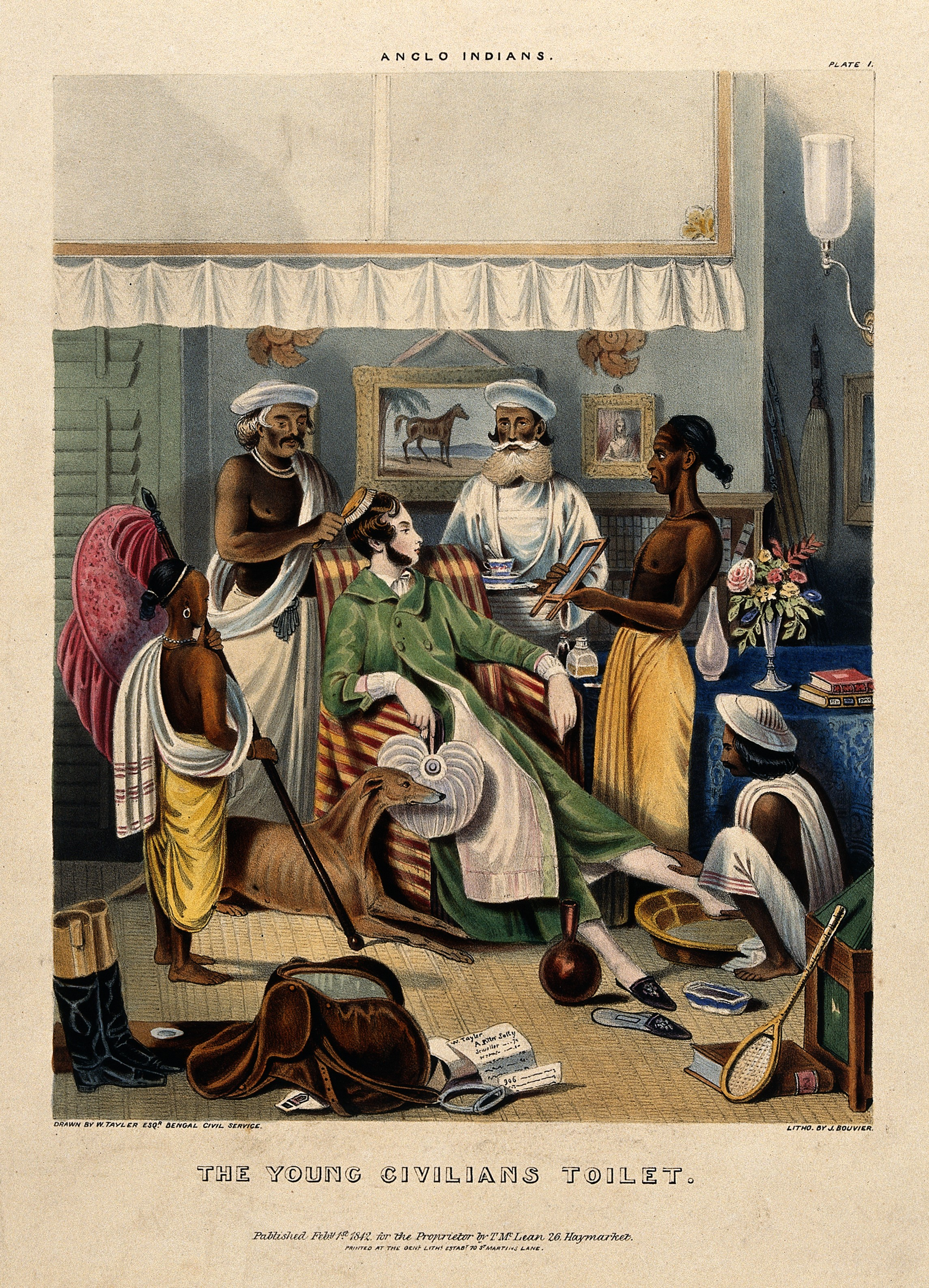

في وقت ما أثناء وجود حركة الاستقلال الهندية، عارضت الرابطة الأنجلو هندية لعموم الهند تقسيم الهند؛ وانتقد رئيسها آنذاك فرانك أنتوني السلطات الاستعمارية بسبب «التمييز العنصري في مسائل الأجور والعلاوات، ولإخفاقها في الاعتراف بالمساهمات العسكرية والمدنية الجليلة التي قدمها الأنجلو-هنود في الحكم».

## الممارسة الدينية المسيحية
الأنجلو هنود هم من أتباع المسيحية. إلى جانب تراثهم البريطاني ولغتهم الإنجليزية، فإن الإيمان الديني المسيحي للهنود الأنجلو هو أحد الأشياء التي تميزهم عن المجموعات العرقية الأخرى. على هذا النحو، كان الأنجلو الهنود «ممثلين جيدين في جميع طبقات الكنائس، من الكرادلة، ورؤساء الأساقفة، والأساقفة، والكهنة والوزراء، وشغلوا عددًا من الأدوار التعليمية». من المعروف أن الأنجلو هنود هم من رواد الكنيسة المنتظمين، ويقومون بالحج المسيحي، ومعظمهم لديهم أيضًا مذابح منزلية داخل مساكنهم.

## المجتمعات الحالية
يميز الأنجلو الهنود أنفسهم في الجيش. كان نائب المارشال الجوي موريس باركر أول مشير جوي هندي أنجلو-هندي. وصل ما لا يقل عن سبعة أنجلو-هنديين آخرين إلى هذا المنصب، وهو إنجاز ملحوظ لمجتمع صغير. وقد تم تكريم عدد آخر لإنجازات عسكرية. غالبًا ما يُعتبر المارشال الجوي مالكولم وولين الرجل الذي انتصر في حرب الهند عام 1971 إلى جانب بنغلاديش. قدم الهنود الأنجلو إسهامات كبيرة مماثلة للبحرية والجيش الهندي.
المجال الآخر الذي فاز فيه الأنجلو-هنود بالامتياز هو التعليم. ثاني أكثر المؤهلات احترامًا في الهند، الشهادة الهندية للتعليم الثانوي، بدأها وبناها بعض أفضل التربويين المعروفين في المجتمع، بمن فيهم فرانك أنتوني، الذي شغل منصب رئيسها، و AET Barrow، سكرتيرها للجزء الأفضل من نصف قرن. يجد معظم الأنجلو هنود، حتى أولئك الذين ليس لديهم الكثير من التعليم الرسمي، أن الحصول على عمل في المدارس أمر سهل إلى حد ما بسبب طلاقتهم في اللغة الإنجليزية.
في الأوساط الرياضية، قدم الأنجلو-هنود مساهمة كبيرة، لا سيما على المستوى الأولمبي حيث أصبح نورمان بريتشارد أول ميدالية أولمبية هندية على الإطلاق، حيث فاز بميداليتين فضيتين في دورة الألعاب الأولمبية لعام 1900 في باريس، فرنسا. في لعبة الكريكيت، كان روجر بيني لاعب الويكيت الرائد خلال انتصار فريق الكريكيت الهندي في كأس العالم عام 1983. كان ويلسون جونز أول بطل عالمي محترف في البلياردو في الهند.

## الحالة السياسية
تُعرِّف المادة 366 (2) من الدستور الهندي الأنجلو-هندية على أنها:
(2) أنجلو هندي يعني الشخص الذي كان والده أو أي من أسلافه الذكور الآخرين من أصل أوروبي أو كان من أصل أوروبي ولكن كان مقيمًا داخل أراضي الهند وكان أو وُلِد في هذه المنطقة من والدين مقيمين بشكل دائم.
بين عامي 1952 و 2020، كان المجتمع الأنجلو-هندي هو المجتمع الوحيد في الهند الذي كان لديه ممثلين خاصين به تم ترشيحهم في لوك سابها (مجلس النواب) في برلمان الهند. تم ترشيح هذين العضوين من قبل رئيس الهند بناءً على مشورة حكومة الهند. تم تأمين هذا الحق من جواهر لال نهرو من قبل فرانك أنتوني، أول رئيس منذ فترة طويلة لجمعية عموم الهند الأنجلو-هندية. تم تمثيل المجتمع من قبل عضوين. يتم ذلك لأن المجتمع لم يكن لديه دولة أصلية خاصة به.
أربع عشرة ولاية من أصل 28 ولاية في الهند؛ أندرا براديش، بيهار، تشاتيسجاره، غوجارات، جهارخاند، كارناتاكا، كيرالا، ماديا براديش، ماهاراشترا، تاميل نادو، تيلانجانا، أوتار براديش، أوتاراخاند وغرب البنغال كان لها أيضًا عضو أنجلو-هندي معين في كل من المجالس التشريعية للولاية.
في يناير 2020، تم إلغاء المقاعد المحجوزة الأنجلو-هندية في البرلمان والمجالس التشريعية لدولة الهند بموجب قانون التعديل الدستوري رقم 104 لعام 2019.

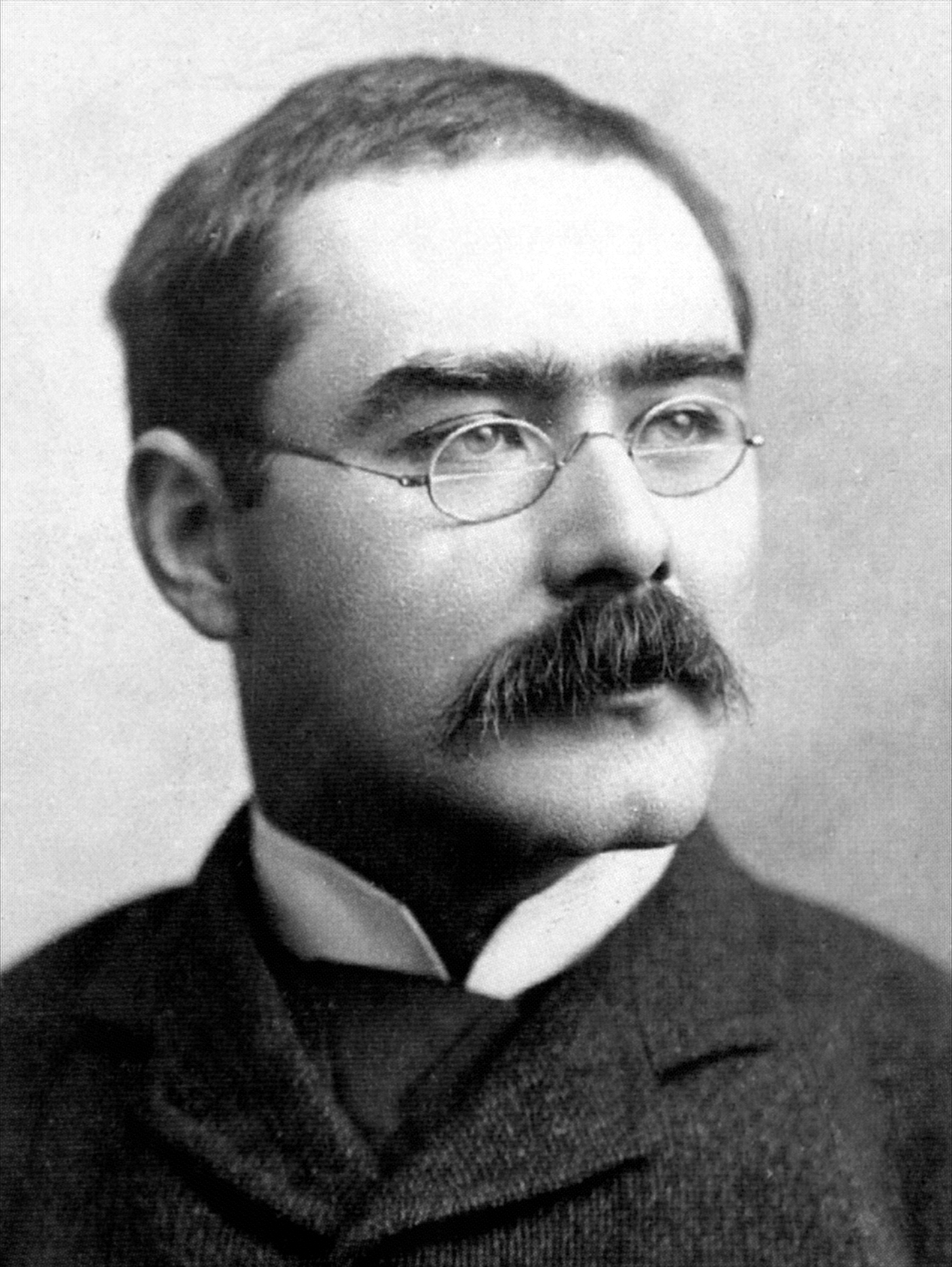
روديارد كيبلينج ، مؤلف كتاب The Jungle Book (1894)، ولد في بومباي، الهند البريطانية

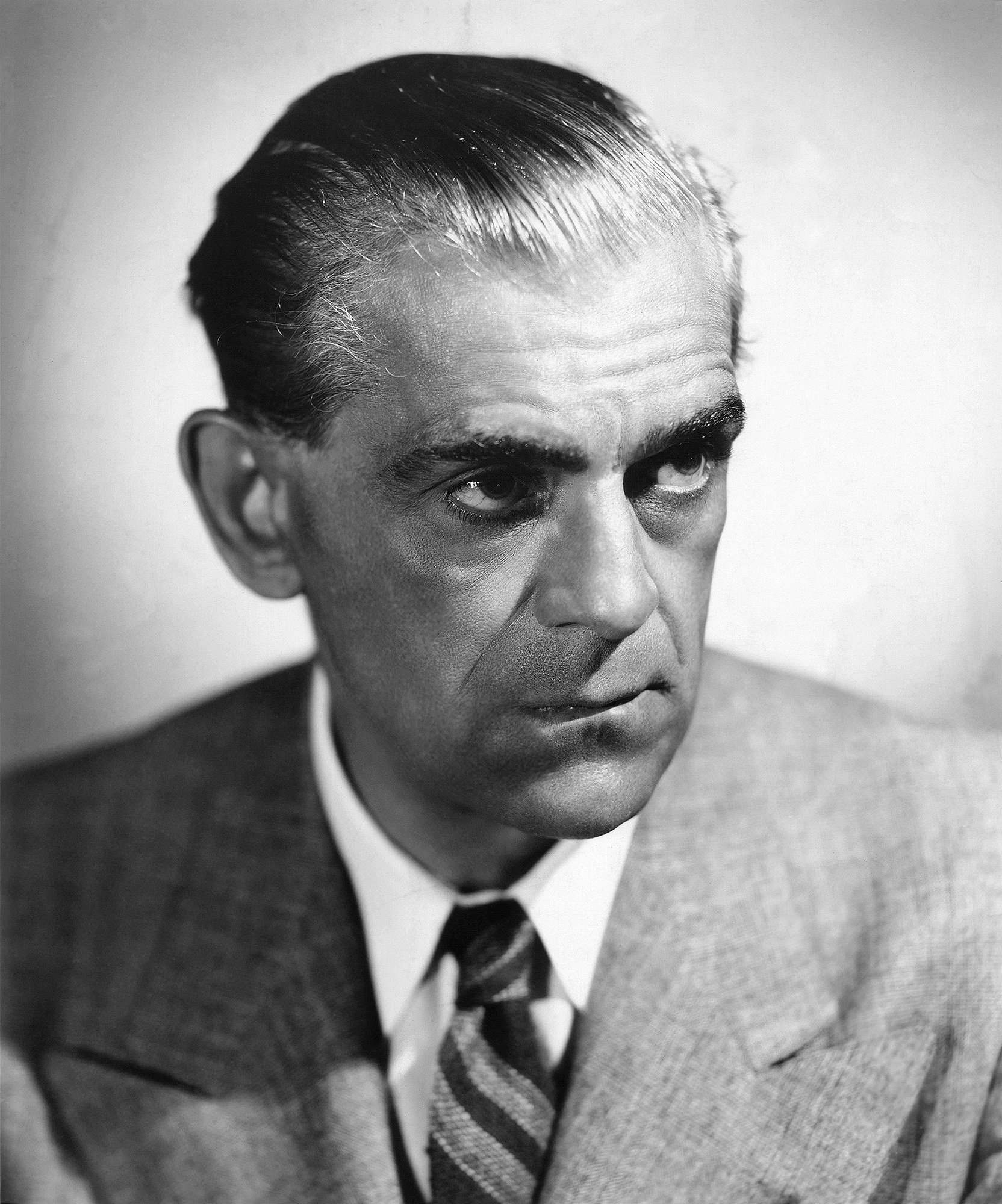
الممثل الإنجليزي ويليام هنري برات، المعروف باسمه المسرحي بوريس كارلوف، المعروف على نطاق واسع بأدواره في العديد من أفلام الرعب في العصر الذهبي، كان له أصول هندية جزئية من خلال والدته وأبيه.

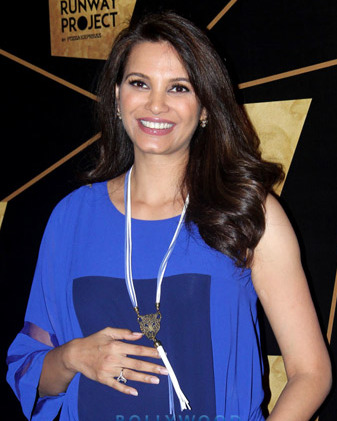
ولدت الممثلة الهندية وعارضة الأزياء وملكة جمال العالم السابقة ديانا هايدن في حيدر أباد لعائلة مسيحية أنجلو-هندية.